# Акдаш (Саве)
Акдаш (перс. اقداش) — село в Ірані, у дегестані Кугпає, у бахші Новбаран, шагрестані Саве остану Марказі. За даними перепису 2006 року, його населення становило 157 осіб, що проживали у складі 67 сімей.

## Клімат
Середня річна температура становить 10,53 °C, середня максимальна – 30,04 °C, а середня мінімальна – -11,93 °C. Середня річна кількість опадів – 266 мм.
| Клімат поселення                              | Клімат поселення | Клімат поселення | Клімат поселення | Клімат поселення | Клімат поселення | Клімат поселення | Клімат поселення | Клімат поселення | Клімат поселення | Клімат поселення | Клімат поселення | Клімат поселення | Клімат поселення |
| Показник                                      | Січ.             | Лют.             | Бер.             | Квіт.            | Трав.            | Черв.            | Лип.             | Серп.            | Вер.             | Жовт.            | Лист.            | Груд.            |                  |
| Середній максимум, °C                         | 4,57             | 6,72             | 10,90            | 17,48            | 22,44            | 28,30            | 30,04            | 29,86            | 25,26            | 18,87            | 12,25            | 6,46             |                  |
| Середня температура, °C                       | −3,68            | −1,54            | 2,64             | 9,23             | 14,18            | 20,04            | 23,83            | 23,65            | 19,04            | 12,66            | 6,05             | 0,26             |                  |
| Середній мінімум, °C                          | −11,93           | −9,78            | −5,62            | 0,99             | 5,92             | 11,80            | 17,63            | 17,45            | 12,82            | 6,45             | −0,17            | −5,95            |                  |
| Норма опадів, мм                              | 34               | 35               | 48               | 41               | 35               | 5                | 2                | 1                | 0                | 11               | 21               | 33               |                  |
| Середньомісячна швидкість вітру, м/с          | 1.75             | 2.44             | 2.99             | 3.15             | 2.72             | 2.44             | 2.47             | 2.37             | 2.19             | 2.09             | 1.77             | 1.47             |                  |
| Середньомісячна сонячна радіація, кДж/м²·день | 8623             | 11454            | 14108            | 17740            | 21804            | 26524            | 25996            | 23579            | 20191            | 14616            | 10506            | 8486             |                  |
| --------------------------------------------- | ---------------- | ---------------- | ---------------- | ---------------- | ---------------- | ---------------- | ---------------- | ---------------- | ---------------- | ---------------- | ---------------- | ---------------- | ---------------- |
| Джерело:                                      |                  |                  |                  |                  |                  |                  |                  |                  |                  |                  |                  |                  |                  |